# اسلاوچو بویچف
اسلاوچو بویچف (بلغاری: Славчо Бойчев؛ زادهٔ ۲ مهٔ ۱۹۸۳) بازیکن فوتبال اهل بلغارستان است.